# Sigmatomera (Austrolimnobia) magnifica
Sigmatomera (Austrolimnobia) magnifica is een tweevleugelige uit de familie steltmuggen (Limoniidae). De soort komt voor in het Neotropisch gebied.